# Razówka (orka)
Razówka – orka średnia lub płytka łącząca funkcje podorywki i orki siewnej. Pod rośliny ozime i plony wtóre wykonywana najczęściej z przedpłużkiem jako średnia, pod międzyplony ścierniskowe – jako płytka.